# Castello Lukeba
Castello Junior Lukeba (Lyon, 17 december 2002) is een Frans voetballer die doorgaans als centrale verdediger speelt. Hij verruilde Olympique Lyon in augustus 2023 voor RB Leipzig.

## Clubcarrière
Lukeba begon met voetballen bij Saint-Genis Laval en speelde vanaf 2011 tien jaar in de jeugd van Olympique Lyon. Hier tekende hij op 1 juli 2021 zijn eerste profcontract en werd hij bij het eerste elftal gehaald. Lukeba debuteerde op 7 augustus 2021 in de Ligue 1, tegen Stade Brestois. Hij speelde zich vier maanden later in de basis. Vanaf dat moment bleef hij een vaste waarde in het eerste team. Lukeba speelde datzelfde jaar ook zijn eerste wedstrijden in de Europa League. ZIjn ploeggenoten en hij bereikten hierin de kwartfinale.
Lukeba verruilde Lyon in augustus 2023 voor RB Leipzig, de nummer drie van Duitsland in het voorgaande seizoen. Dat betaalde 30 miljoen euro voor hem.

## Clubstatistieken
| Seizoen | Club           | Competitie | Competitie | Competitie | Beker | Beker | Internationaal | Internationaal | Totaal | Totaal |
| Seizoen | Club           | Competitie | Wed.       | Dlp.       | Wed.  | Dlp.  | Wed.           | Dlp.           | Wed.   | Dlp.   |
| ------- | -------------- | ---------- | ---------- | ---------- | ----- | ----- | -------------- | -------------- | ------ | ------ |
| 2021/22 | Olympique Lyon | Ligue 1    | 24         | 2          | 0     | 0     | 6              | 0              | 30     | 2      |
| 2022/23 | Olympique Lyon | Ligue 1    | 34         | 2          | 4     | 0     | —              | —              | 38     | 2      |
| 2023/24 | RB Leipzig     | Bundesliga | 0          | 0          | 0     | 0     | 0              | 0              | 0      | 0      |
| Totaal  | Totaal         | Totaal     | 58         | 4          | 4     | 0     | 6              | 0              | 68     | 4      |

Bijgewerkt t/m 11 augustus 2023

## Interlandcarrière
Lukeba maakte deel uit van Frankrijk –17, Frankrijk –20 en Frankrijk –21. Met die laatste selectie mocht hij in 2023 voor het eerst mee naar een eindtoernooi, het EK –21 van 2023.